# Marta Chrust-Rożej
Marta Chrust-Rożej (ur. 29 września 1978 w Namysłowie) – polska lekkoatletka - sprinterka i płotkarka.

## Kariera
Zawodniczka klubów: Orzeł Namysłów, Błękitni Osowa Sień i AZS-AWF Wrocław. Srebrna medalistka halowych mistrzostw Europy w sztafecie 4 x 400 m (2005 - 3:29.37 Rekord Polski). Półfinalistka Mistrzostw Świata w Helsinkach w biegu na 400 m przez płotki (2005). Brązowa medalistka mistrzostw Europy na stadionie w tej samej konkurencji (2006; biegła w eliminacjach - 3:29.71). Podczas halowych mistrzostw świata w 2006 zajęła w sztafecie 4. pozycję (3:28.95 Rekord Polski), a w zawodach halowego PE była trzecia w sztafecie 800 x 600 x 400 x 200 m (2006 - 4:50.96).
Aż trzy medale zdobyła na uniwersjadach: dwa srebrne w sztafecie 4 x 400 m (2003 - 3:38.17; 2005 - 3:27.71) i brązowy w biegu na 400 m pł (2005 - 55.49).
Mistrzyni Polski na 400 m pł (2006), halowa mistrzyni kraju w biegu na 400 m (2005). Rekordy życiowe: 200 m - 24.17 (2005), 400 m - 53.77 (2004), 100 m pł - 13.48 (2009), 400 m pł - 55.49 (2005), 60 m pł (hala) - 8,42 (2011).
Jej mężem jest Marek Rożej.